# Immortal Sergeant
Immortal Sergeant (br O Sargento Imortal) é um filme de guerra estadunidense de 1943, dirigido por John M. Stahl para a 20th Century Fox. O roteiro foi baseado no romance homônimo de John Brophy.

## Elenco
- Henry Fonda...Cabo Colin Spence
- Thomas Mitchell...Sargento Kelly
- Maureen O'Hara...Valentine
- Allyn Joslyn...Cassity
- Reginald Gardiner...Benedict
- Melville Cooper...Pilcher
- Morton Lowry...Cottrell
- Bramwell Fletcher...Symes
- John Banner...soldado (não creditado)
- Wilson Benge...garçom (não creditado)
- Lane Bradford...soldado que retorna (não creditado)
- Gordon B. Clarke...soldado (não creditado)
- James Craven...NCO (não creditado)
- Italia DeNubila...dançarino (não creditado)
- Bess Flowers...dono da boate (não creditado)
- Bud Geary...motorista (não creditado)
- Frederick Giermann...soldado (não creditado)
- Henry Guttman...soldado (não creditado)
- Sam Harris...convidado da festa (não creditado)
- Charles Irwin...NCO (não creditado)
- Peter Lawford...soldado (não creditado)

## Sinopse
No deserto da Líbia, durante a Segunda Guerra Mundial, o experiente Sargento Kelly comanda uma patrulha britânica da qual faz parte o cabo Colin Spence, um tímido e inseguro canadense. Colin era jornalista e poderia servir como oficial mas preferiu ir como soldado raso, por se julgar incapaz de liderar homens em batalha. A patrulha é atacada por aviões italianos e os caminhões são destruídos, sobrevivendo apenas seis homens. Kelly marcha tentando encontrar o caminho de volta, quando são avistados por um avião amigo que lhes avisa estarem próximos de um tanque inimigo. Kelly imediatamente organiza um ataque mas durante a ação é mortalmente ferido. Colin tem que assumir o comando mas continua inseguro sobre sua capacidade. Enquanto cumpre com seu dever, Colin se lembra (mostrado em flashbacks) da amada pianista Valentine, a quem tivera medo de se declarar, e que é assediada por um famoso correspondente de guerra que trabalhava no mesmo jornal que ele.

## Recepção
Theodore Strauss do The New York Times disse (em tradução livre, como as demais) que o filme "desapontava", escrevendo que enquanto  "ocasionalmente um estudo animador e humano do triunfo de um homem sobre seus medos", o romance era "insípido" e o personagem de O'Hara era "muito chata". Variety classificou o filme de um "drama compacto, com narrativa interessante". Harrison's Reports escreveu: "Apesar de não alcançar grandes voos dramáticos, a produção e a interpretação são tão boas que seguram os ganhos consistentemente". David Lardner do The New Yorker escreveu que as cenas de perigo no deserto são "os aspectos mais duradouros do filme e, uma vez que são muito bem feitas, conseguem segurar o interesse". Lardner ficou distraído, contudo, com a "estranha dificuldade que O'Hara parece ter para pronunciar palavras polissilábicas".